# Богородская резьба

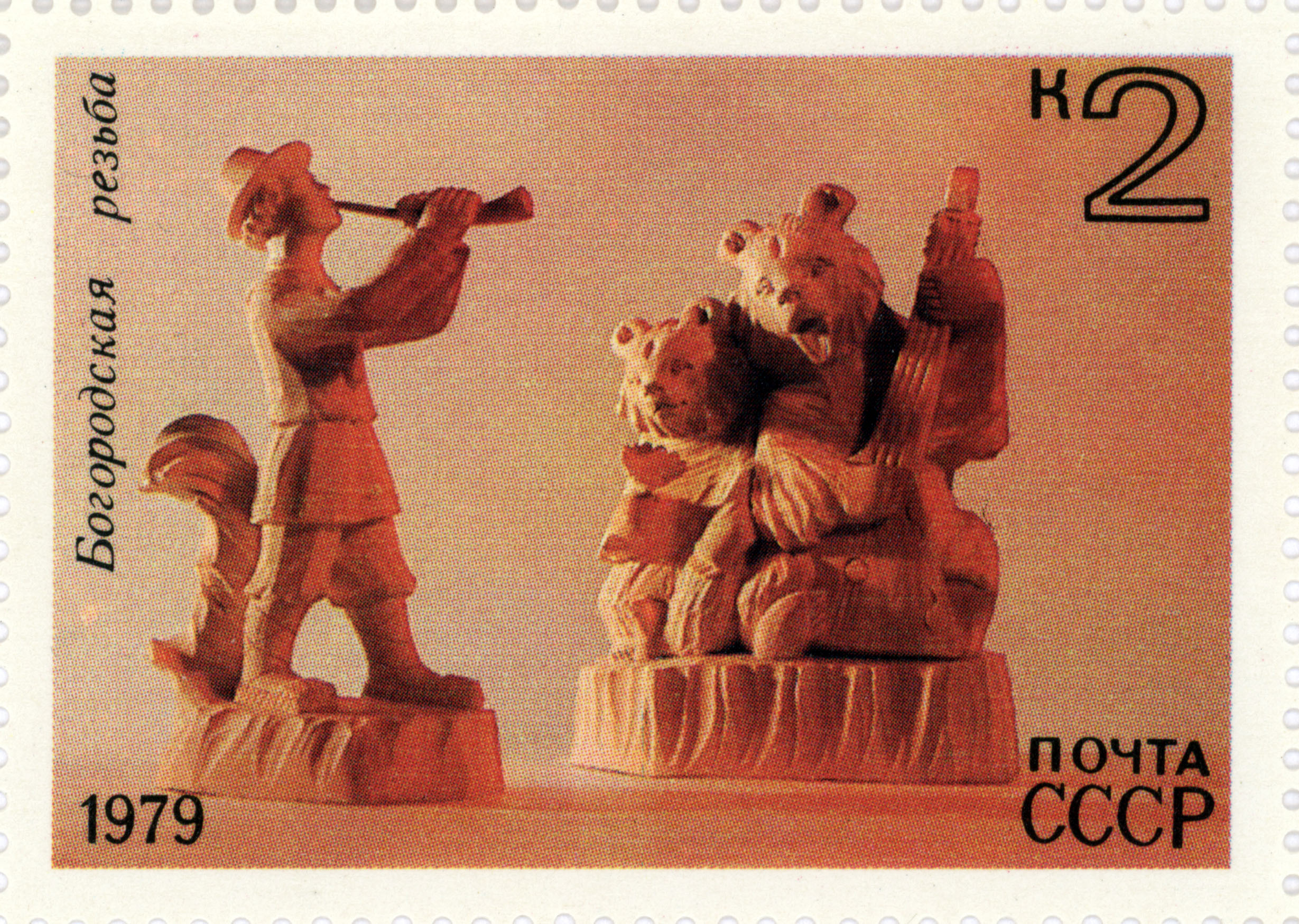
Марка СССР 1979 года

Богородская резьба  (Богородская игрушка) — русский народный промысел, состоящий в изготовлении резных игрушек и скульптуры из мягких пород дерева (липы, осины). Его центром является посёлок Богородское Сергиево-Посадского района Московской области России.

### Развитие

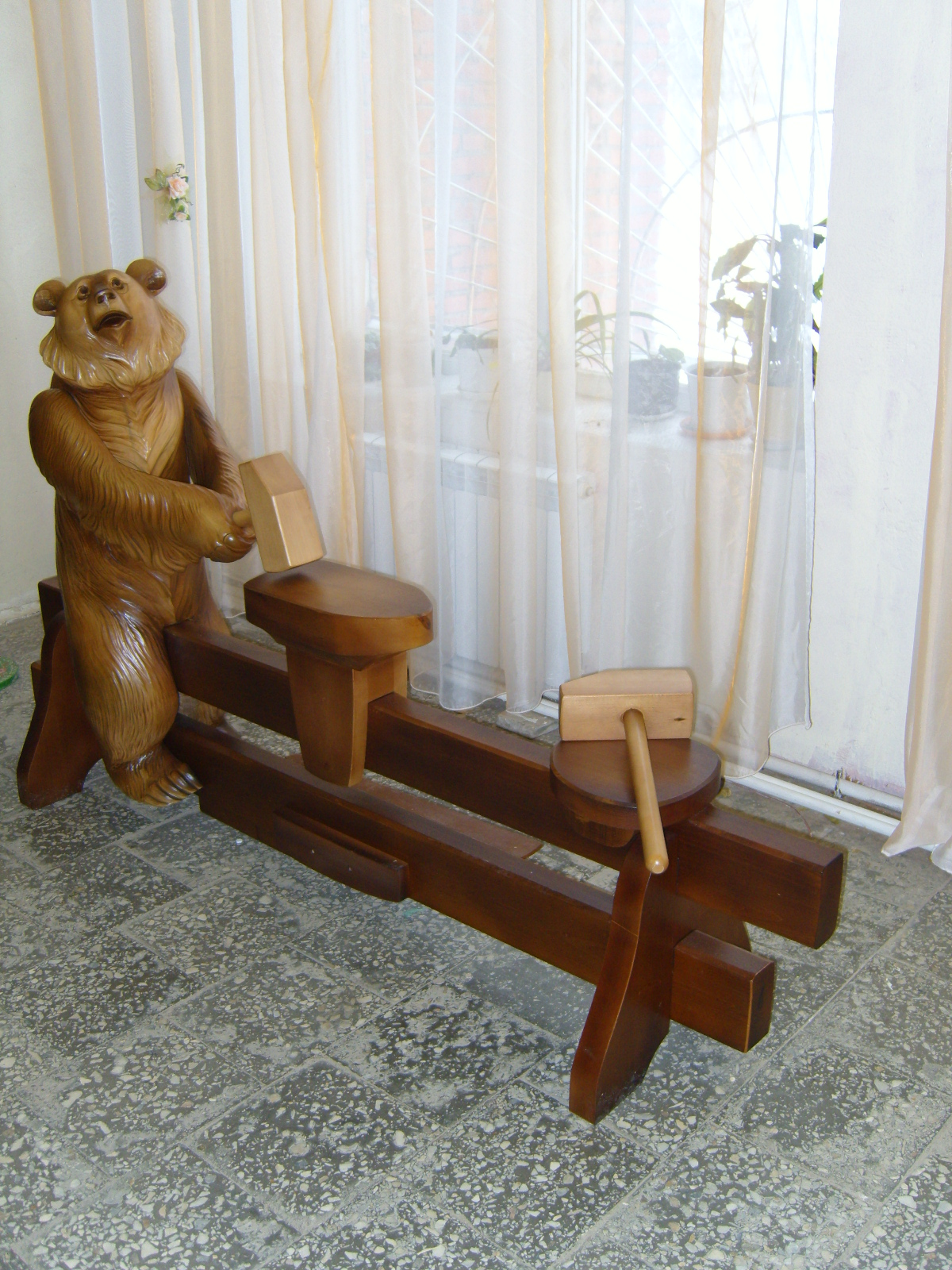
Медведь — символ богородской игрушки.

Уже в середине XIX века центр резного дела перемещается в Богородское, и Богородский промысел обретает самостоятельность. Большое влияние на формирование собственно богородского стиля оказало творчество таких мастеров как А.Н. Зинин, а несколько позже деятельность профессионального художника, коренного богородчанина П. Н. Устратова. Период 1840-х — 1870-х годов, по мнению ряда специалистов[каких?], — время расцвета богородского резного кустарного промысла.
Следующий этап развития игрушечного дела в Богородском связан с деятельностью в этой области Московского губернского земства в 1890—1900 годах. В 1891 году в Сергиевом Посаде организуется учебно-показательная мастерская, объединившая в себе функции научно-исследовательского и учебного заведений, а также осуществлявшая сбыт игрушек в России и за рубежом. Несколькими годами раньше в Москве, при поддержке С. Т. Морозова, был открыт Московский Кустарный музей. Фактически это было целое движение, возрождающее и поддерживающее в угасавшем народном искусстве национальную основу. В развитии богородского промысла значительную роль сыграли такие деятели земства и художники, как Н. Д. Бартрам, В. И. Боруцкий, И. И. Овешков.
Профессиональный художник, коллекционер и впоследствии основатель и первый директор Государственного музея игрушки (ныне Художественно-педагогический музей игрушки) Н. Д. Бартрам одним из первых попытался сохранить и возродить старинные традиции. Однако, видя, что старые работы не увлекают кустарей, он начал ориентировать их на создание работ в народном стиле, но по образцам профессиональных художников. Противником этого пути был художник и коллекционер А. Бенуа, который считал этот процесс искусственным спасением промысла.
В 1913 году в Богородском была организована артель. Это помогло богородчанам приобрести экономическую независимость от сергиевских скупщиков. Инициаторами создания артели стали уже достаточно известные в то время резчики А. Я. Чушкин и Ф. С. Балаев. Во главе артели стоял своеобразный «художественный совет», который состоял из старейших и опытных мастеров. Вновь вступающих в артель резчиков ставили сначала на самую лёгкую работу, если молодой мастер справлялся с изготовлением простой игрушки, ему усложняли задачу: выполнение фигур животных, многофигурных композиций.
В том же 1913 году в Богородском была открыта учебно-показательная мастерская с инструкторским классом, а в 1914-м на её базе заработала земская школа, в которой обучались мальчики на полном пансионе.

### Советское время
В первое десятилетие после Октябрьской революции в Богородском сохранялись старые земские образцы, продукция промысла в большом количестве уходила на экспорт. В 1923 году восстановлена артель «Богородский резчик», в которой продолжили свою работу мастера старшего поколения и Богородский промысел занимает одно из ведущих мест. Изменение общественного уклада стимулировало мастеров на поиски новых форм и художественных решений. Однако именно в то время возникает наметившаяся ещё в «земский период» проблема «станковизма». В 1930-х годах появляется так называемая игрушка-скульптура, отличавшаяся новизной темы и её раскрытия.
Следующее два десятилетия (1930-е — 1950-е годы) в дела промысла вновь вмешиваются художники-профессионалы и художественные критики — в основном сотрудники созданного в этот период научно-исследовательского института художественной промышленности (НИИХП). Не только в Богородском, но и на других промыслах начинается откровенная политизация. Мастерам называли темы, чуждые крестьянской природе и народному пониманию красоты. В Богородском реакцией на идеологический прессинг стало развитие сказочной темы. Условность богородской резьбы как нельзя лучше способствовала выражению необычного в сказке, созданию ярких и запоминающихся образов. Историческая тема в эти годы значительно сузилась, локализовалась. В первую очередь в ней нашли отражение события Великой Отечественной войны.

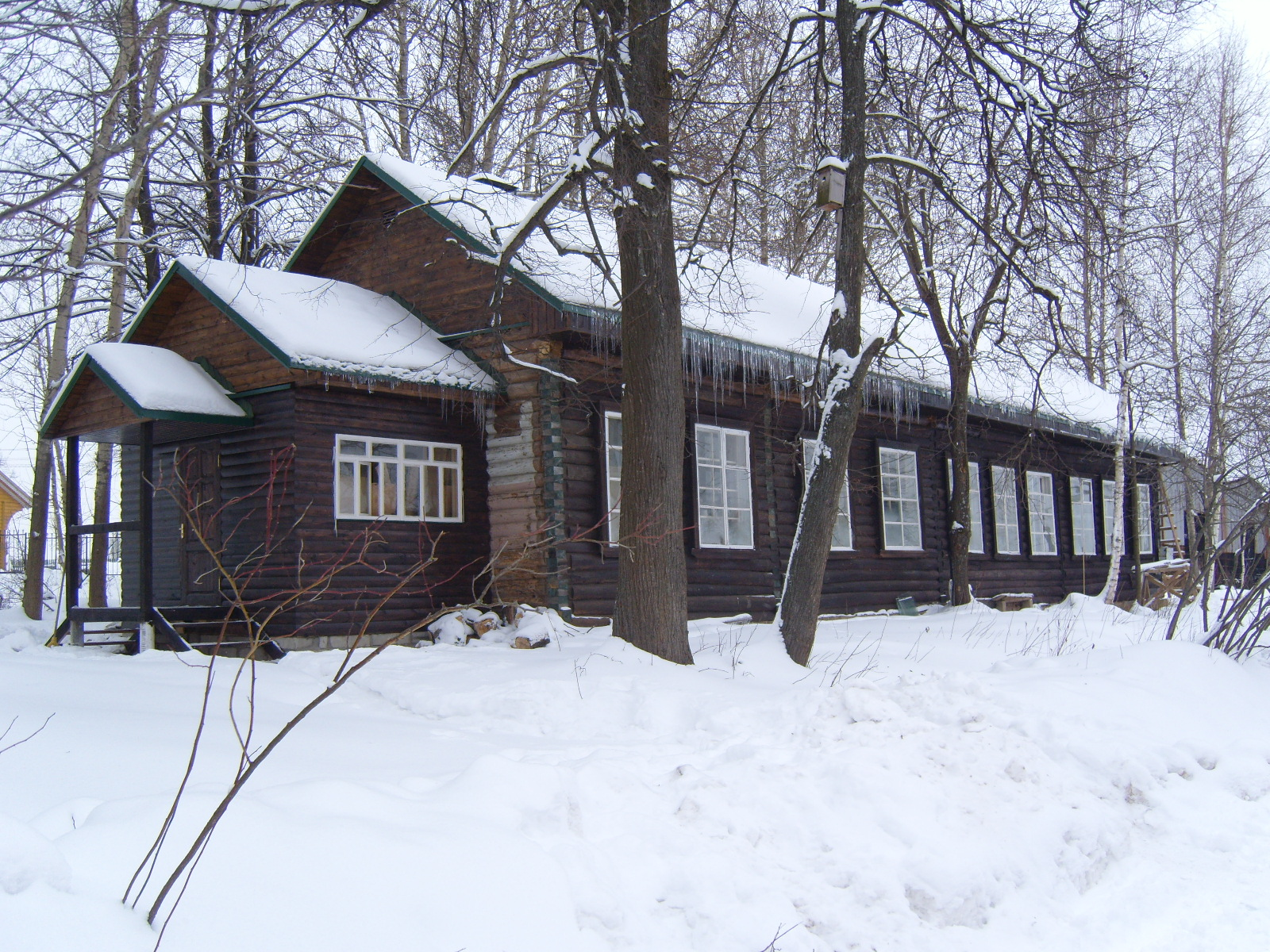
Здание фабрики

Одной из самых трагических дат в истории богородского промысла можно назвать 1960 год, когда была ликвидирована традиционная для художественных промыслов артельная организация труда и заменена фабричной. Этот процесс иногда метко называют «офабричиванием» промысла. С этого времени начинает медленно умирать промысел, а на смену ему приходят понятия «художественная промышленность», «план», «вал» и другие абсолютно чуждые понятия. Через полтора десятка лет по злой иронии судьбы село Богородское с его своеобразным ландшафтом и особенности реки Куньи привлекли внимание энергетиков. Ситуация на промысле усугубилась. Сносились бревенчатые дома с кружевными наличниками, вырубались сады, а вместе с ними уходили и традиционные богородские посиделки, простота сельского общения. Мастера-резчики переселялись в многоэтажные дома на верхние этажи, занятие традиционным ремеслом становилось все более проблематичным. Г. Л. Дайн ещё в 1984 году писала в журнале «Декоративное искусство СССР»:
«…маленькой, жалкой кажется деревня рядом с наступающими на неё новостройками. Вероятно, не спасет её теперь и охранная зона. Неизбежно будет меняться быт людей, их духовно-нравственный облик, значит, будет трансформироваться и Богородское искусство»
В 1970-х — 1980-х годах на Богородской фабрике художественной резьбы работало около 200 резчиков. Среди них были и мастера высокого класса, которые разрабатывали интересные образцы, были мастера-исполнители. В связи с бурными событиями в конце 1980-х — начале 1990-х годов, положение на промысле ухудшилось ещё больше. В настоящее время богородский промысел находится в бесконечном процессе борьбы за выживание. Положение его нестабильно: утрачены традиционные рынки сбыта, подорожавшее сырье, высокие цены на энергоносители — все эти факторы не способствующие улучшению положения. Богородская фабрика художественной резьбы за последнее десятилетие столько раз сменила название, что по словам нынешнего главного художника этой организации «едва успеваем менять вывески и штампы».

В Богородском создавались две организации, выпускающие одну и ту же продукцию. Лучшие мастера уходят из «официального промысла», но дома продолжают создавать вещи высокого класса, хотя это по плечу далеко не всем. Большая часть молодых мастеров идет на поводу у рынка, выполняя работы либо незначительные с точки зрения народной традиции, либо вовсе далеки от неё. За примером далеко ходить не надо. Один из ведущих мастеров, по сей день работающих на промысле, С. Паутов с горькой иронией сказал:
«Морозы погубили французов под Москвой в 1812 году, немцев в 1941 году, погубят в скором времени и богородских резчиков».
Художник имел в виду деревянные резные фигурки, изображающие Деда Мороза — любимого персонажа новогодних праздников, который заменил мастерам-надомникам пресловутого медведя. На вернисажах и на прилавках магазинов чаще всего встречается худшее из того, что ещё делается в Богородском. Интерес к богородской игрушке и скульптуре падает из-за низкого качества исполнения, низкого художественного уровня и достаточно высокой стоимости.

### Современность
В настоящее время ситуация на промысле сложная, но фабрика продолжает выпускать продукцию. Сложная ситуация сложилась и в богородском художественно-промышленном техникуме. Это постоянный недобор именно местной молодёжи; приток студентов из субъектов федерации с одной стороны способствует популяризации богородской художественной резьбы, а с другой сводит к нулю классическую богородскую традицию. Придание статуса Академии ухудшило подготовку студентов. Сведены к минимуму учебные часы по технике резьбы, в учебной программе упразднена лепка (скульптура).
Среди советских мастеров богородской резьбы — Ф. С. Балаев, А. Г. Чушкин, В. С. Зинин, И. К. Стулов, М. А. Пронин, М. Ф. Баринов и другие. Среди современных российских мастеров международную известность приобрел Александр Варганов.

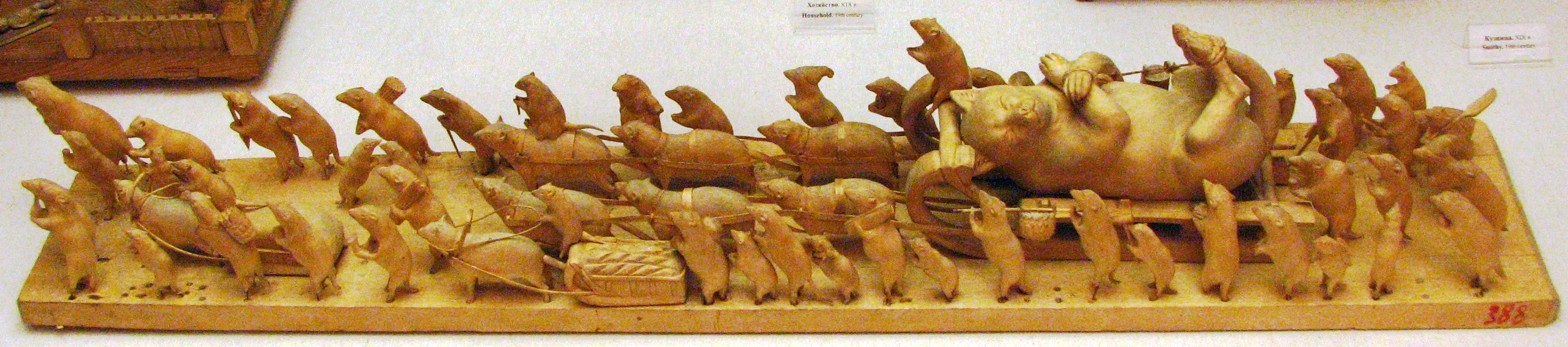
Мыши хоронят кота Ф. Д. Ерошкина (1879—1936) рубежа XIX—XX веков. Государственный русский музей

## Особенности промысла
Богородская резьба выполняется при помощи специального "Богородского ножа".
Применяют в резьбе древесину мягких пород — липу, осину, ольху. Для того чтобы древесина осины стала мягче, ее запаривают. Брус длиной до двух метров запаривают, а затем выдерживают в течение суток в сушильной камере. После просушки опиливают торцы, на которых появились трещины. Следует выбирать для резьбы древесину без пороков, трещин, гнилых сучков и т.п.
Одним из непременных правил работы скульптора-резчика является предварительное выполнение задуманной композиции в пластилине или глине. Потом на брусок соответствующего скульптуре размера наносят контуры, по которым делают зарубку — обрубают все лишнее благодаря этому заготовка приобретает основные формы фигуры. 
Затем широкими полукруглыми стамесками (30 — 40 мм) прорабатывают основные объемы скульптуры. Для мелких деталей используют мелкие стамески (5 — 25 мм). Богородский ножом отделывают поверхность скульптуры, как бы оглаживая ее, мягкими округлыми движениями сострагивают тончайшую стружку. Завершающим этапом работы является обработка скульптуры мелкими стамесками, когда ее поверхность расписывают — покрывают неглубокими бороздками, передающими характер фактуры медвежьей шкуры, конской гривы, разметавшихся трав под копытами. 